# Gare de Noisiel
Gare de Noisiel vasútállomás és RER állomás Franciaországban, Noisiel településen.

## Vasútvonalak
Az állomást az alábbi vasútvonalak érintik:

## Kapcsolódó állomások
A vasútállomáshoz az alábbi állomások vannak a legközelebb:
- Gare de Noisy - Champs (Gare de Saint-Germain-en-Laye, A RER-vonal)
- Gare de Lognes (Gare de Marne-la-Vallée - Chessy, A RER-vonal)

## Lásd még
- Franciaország vasútállomásainak listája
- A RER állomásainak listája